# Corniana
Corniana è una frazione del comune di Terenzo, in provincia di Parma.
La località dista 2,85 km dal capoluogo.

## Storia
Il piccolo centro abitato nacque probabilmente in epoca medievale lungo il percorso della via di Monte Bardone, frequentata da numerosi pellegrini diretti a Roma dal Nord Europa; già feudo vescovile all'interno dei feudi del Capitolo della Cattedrale di Parma, agli inizi del XIII secolo fu al centro di un'aspra contesa tra la diocesi e il comune di Parma, risolta nel 1219 dall'imperatore del Sacro Romano Impero Federico II di Svevia, che assegnò il territorio al secondo. Il vescovo Obizzo Fieschi fece appello al papa Onorio III, che l'anno seguente ristabilì l'autorità della diocesi su tutti i feudi governati in precedenza; l'accordo tra il Comune e l'autorità episcopale fu ratificato nel 1221.
Nel XIII secolo fu edificata la pieve di San Michele Arcangelo, ai piedi dello sperone roccioso su cui forse era stato innalzato pochi anni prima l'originario castello in legno per volere del vescovo di Parma.
Nel 1355 il vescovo Ugolino de' Rossi cedette per debiti il feudo al nipote Giacomo e al pronipote Bertrando; nel 1400 i Rossi ne furono investiti ufficialmente dal papa Bonifacio IX.
Secondo alcuni studiosi il castello ligneo fu edificato soltanto agli inizi del XV secolo da parte degli abitanti di Corniana, per difendere il borgo dagli scontri che opposero i Rossi e Ottobuono de' Terzi tra il 1404 e il 1409; secondo altre ipotesi fu invece allora che il forte fu ricostruito in pietra per volere dei conti di San Secondo, ai quali nel 1413 furono confermati i diritti feudali da parte dell'imperatore Sigismondo di Lussemburgo.
Nel 1464 Pier Maria II de' Rossi destinò nel testamento Corniana e altri feudi appenninici al figlio Bertrando, che morì nel 1502 senza figli; i suoi beni furono quindi assegnati al nipote Troilo I, marchese di San Secondo, i cui eredi ne furono investiti nel 1530 dall'imperatore Carlo V d'Asburgo.
Nel 1635 Troilo IV de' Rossi fu dichiarato reo di ribellione dal duca di Parma Odoardo I Farnese, che confiscò tutte le sue terre, comprendenti i feudi di San Secondo, Berceto, Roccaprebalza, Roccalanzona e Corniana. Il fratello Scipione I, che servì a lungo il regno di Spagna, nel 1657 riuscì con l'aiuto del re Filippo IV a convincere il duca Ranuccio II ad annullare il decreto del 1635, a fronte tuttavia di un pesantissimo indebitamento, che nel 1666 lo costrinse a cedere tutti i feudi appenninici alla Camera ducale di Parma. Nel 1689 Corniana fu assegnata ai marchesi Boscoli.
Nel tempo il castello cadde sempre più in rovina e gli abitanti di Corniana edificarono il nuovo borgo leggermente più a est, ove tra la fine del XVIII e l'inizio del XIX secolo eressero anche una nuova cappella; quest'ultima fu completamente ricostruita nel 1931 in forme neoromaniche e intitolata a san Michele Arcangelo, mentre la vecchia pieve fu sconsacrata e adibita a fienile.

## Monumenti e luoghi d'interesse

### Pieve di San Michele Arcangelo

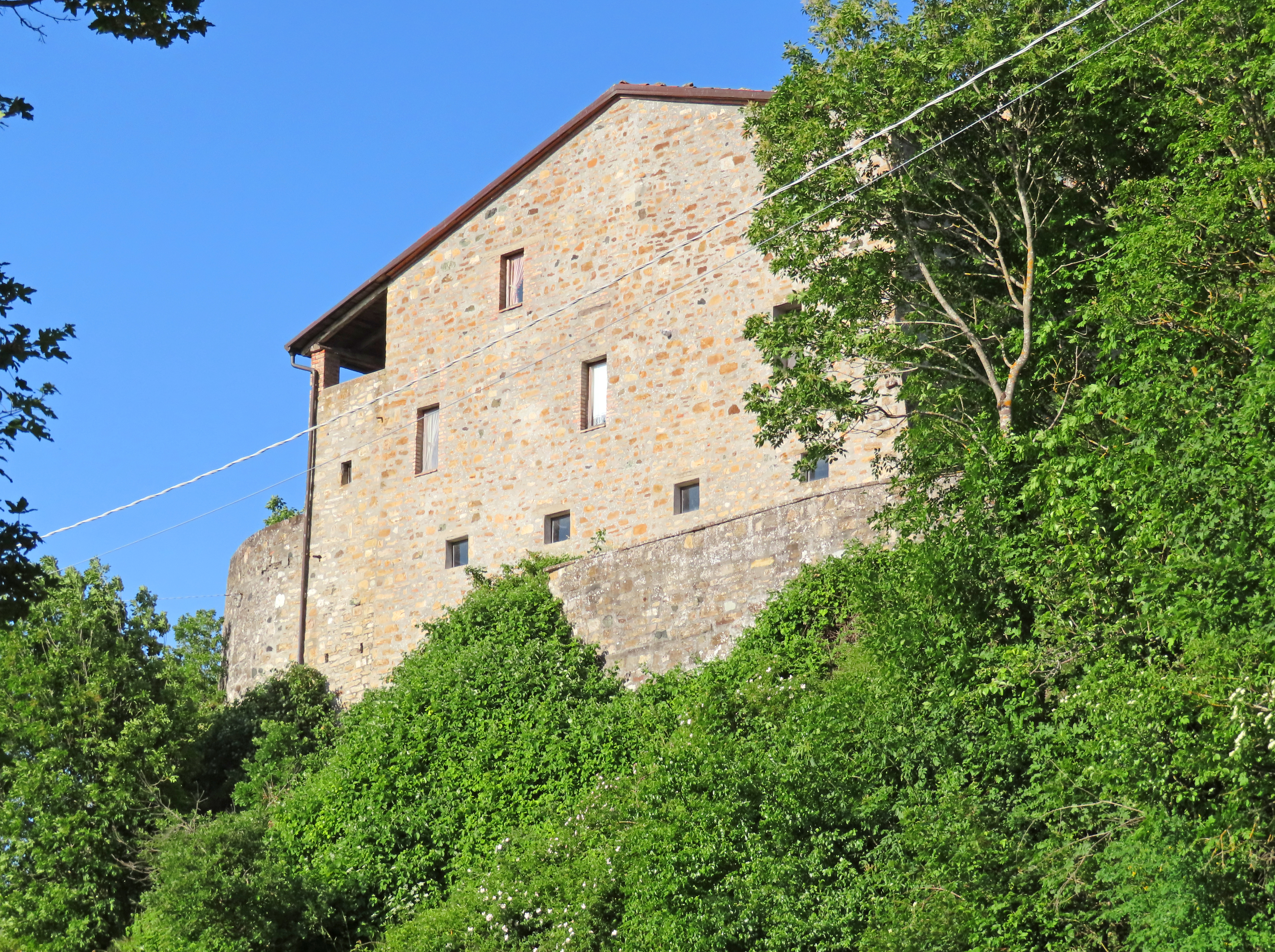
Pieve di San Michele Arcangelo

Edificata in forme romaniche nel XIII secolo, la pieve fu ristrutturata nel XVIII con la ricostruzione della parte sommitale del campanile, l'aggiunta della cappella laterale e la decorazione della zona presbiteriale; dismessa al culto nel 1931 in seguito alla costruzione della nuova chiesa di San Michele Arcangelo, fu per anni adibita a fienile; acquistata verso la fine del XX secolo da un abitante di Corniana, fu interamente restaurata e destinata a sede di mostre temporanee.

### Chiesa di San Michele Arcangelo

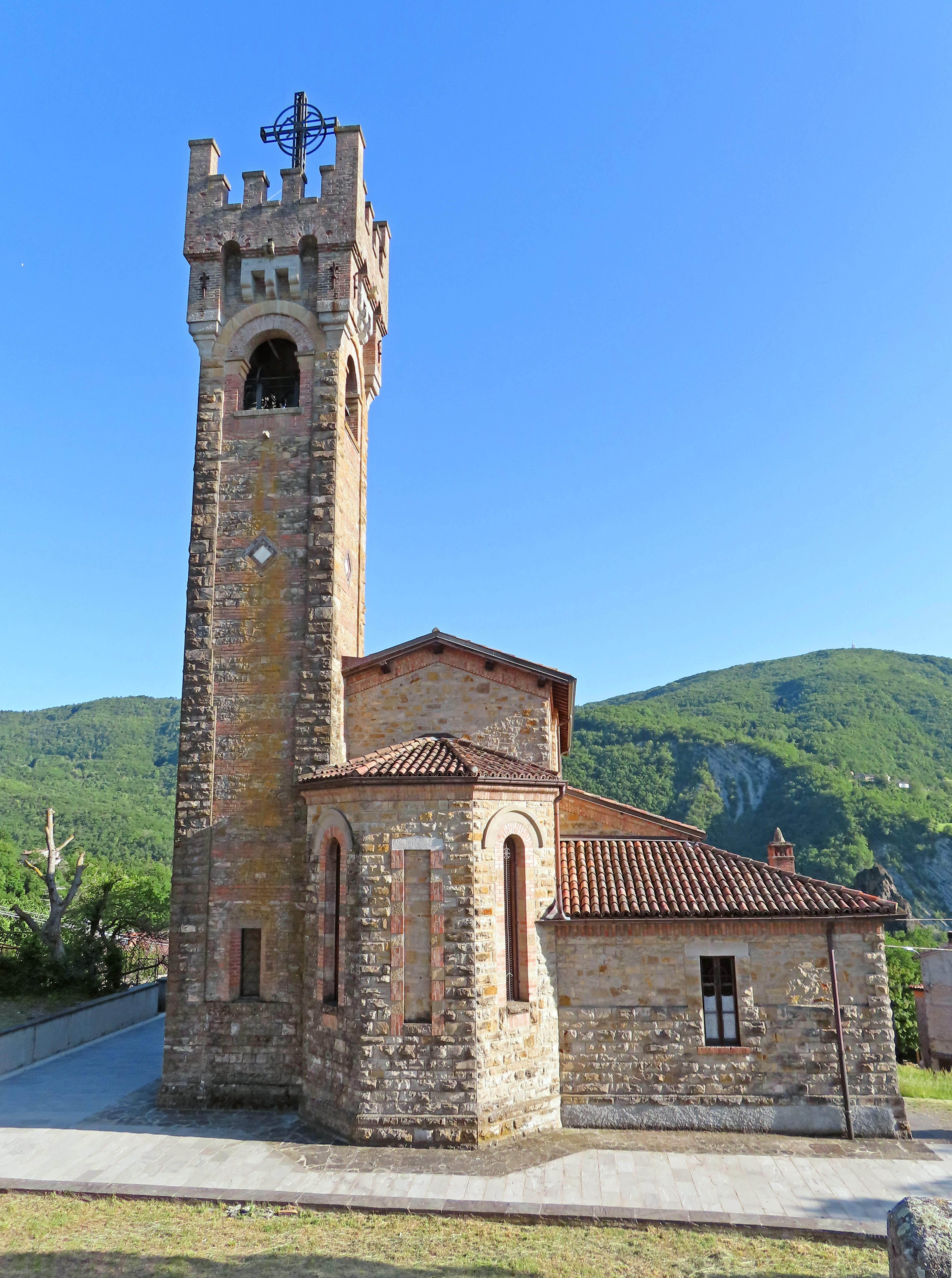
Chiesa di San Michele Arcangelo

Edificata in forme neoromaniche tra il 1930 e il 1931 sui resti di una cappella tardo-settecentesca, la chiesa, progettata dall'architetto Tonino Talignani, fu dotata dell'alto campanile merlato nel 1935; colpita da un terremoto nel 2008, fu restaurata e consolidata strutturalmente tra il 2009 e il 2010. Il luogo di culto, rivestito in pietra, conserva al suo interno un baldacchino risalente al 1850 e due confessionali settecenteschi.

### Castello

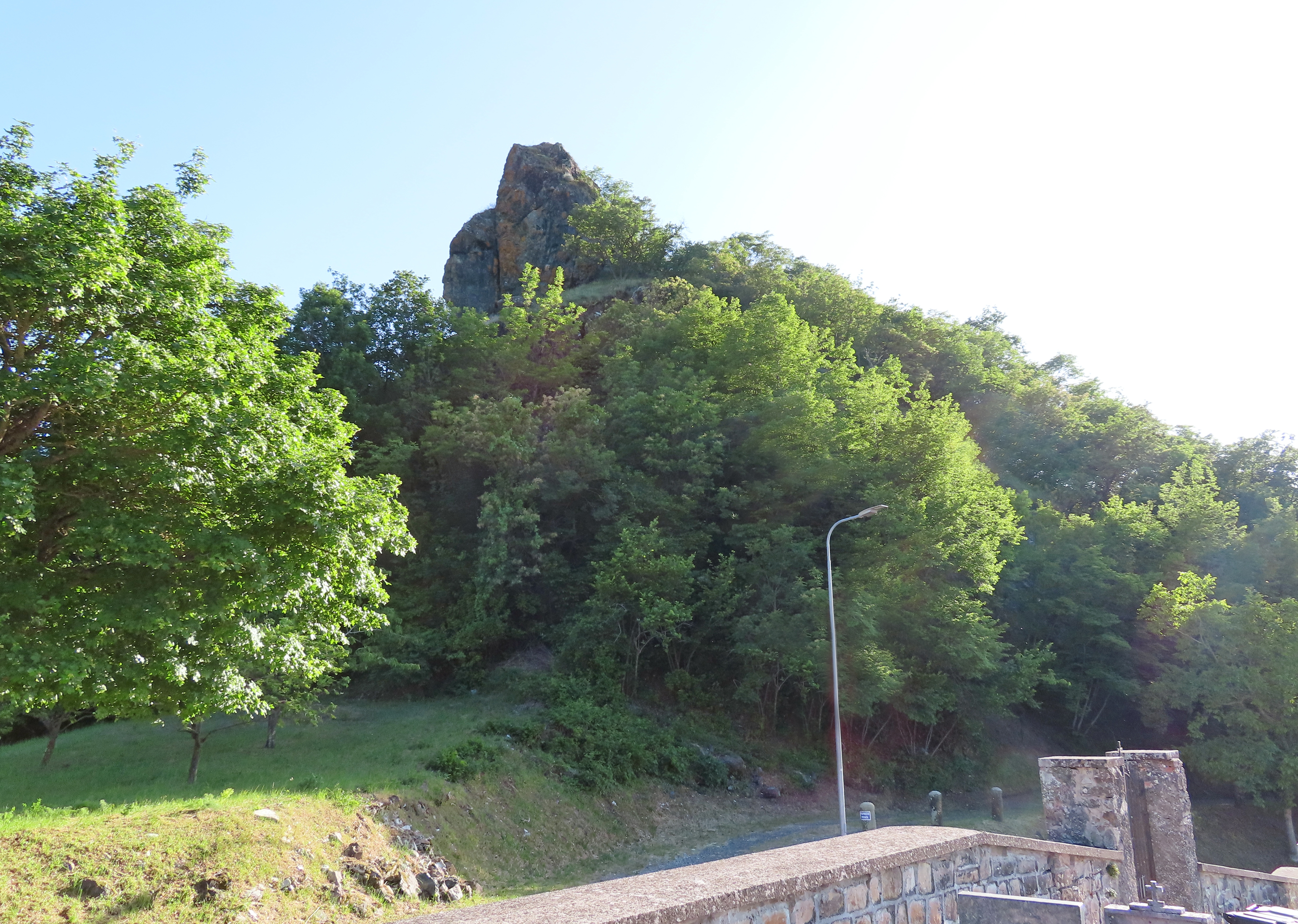
Sperone di roccia su cui sorgono le rovine del castello

Edificato originariamente in legno forse nel XIII secolo, fu ricostruito in pietra nel XV per volere dei conti Rossi, ma cadde in rovina già nel XVII secolo; oggi ne rimangono soltanto poche rade tracce in cima allo sperone roccioso.